# Simi
Simi er en lille græsk ø i Dodekaneserne tæt på Tyrkiet.
Simi er kun 58 km² stor og har ca. 2.600 indbyggere. Øen har ingen lufthavn, så man må sejle til øen via Tilos eller Rhodos.